# Сидорково (Вологодская область)
Сидорково — деревня в Сокольском районе Вологодской области.
Входит в состав Архангельского сельского поселения, с точки зрения административно-территориального деления — в Архангельский сельсовет.
Расстояние по автодороге до районного центра Сокола — 24 км, до центра муниципального образования Архангельского — 9 км. Ближайшие населённые пункты — Прокопово, Ивково, Василево, Кузнецово, Исаково, Захарово.
По переписи 2002 года население — 1 человек.